# See You Again (canción de Tyler, the Creator)
«See You Again» es una canción escrita, producida e interpretada por el rapero estadounidense Tyler, the Creator con la voz de la cantante estadounidense Kali Uchis. Fue lanzado como el cuarto sencillo del cuarto álbum de estudio de Tyler, Flower Boy (2017), el 29 de agosto de 2017. El sencillo se volvió viral en TikTok, lo que llevó a la canción a ingresar a varias listas de éxitos en todo el mundo por primera vez como un éxito inesperado en abril de 2023.

## Antecedentes
Tyler, the Creator escribió originalmente la canción para el exmiembro de One Direction Zayn Malik, quien la rechazó. Según Tyler, Malik "perdió el tiempo de estudio dos veces" y se quedó con la canción.

## Video musical
El vídeo musical fue dirigido por Tyler, the Creator bajo el alias de Wolf Haley y subido a YouTube el 8 de agosto de 2018. En la escena de apertura, A$AP Rocky habla por teléfono, mientras Tyler se prepara para otro día de trabajo en el estrecho espacio de su portaaviones. Kali Uchis aparece lejos en el mar en un bote de rescate con otros remeros, todos ellos con impermeables amarillos. La escena cambia a Tyler en la cubierta superior del buque militar, con una boina amarilla y luego cambia a Tyler extrañamente usando una sábana fantasma, con solo los ojos asomados, junto con un sombrero de cubo. Un neumático se balancea en el fondo y, cuando se destapa, un enjambre de abejas ataca la pantalla.

## Posicionamiento en listas
| Lista (2017)                                    | Mejor posición |
| ----------------------------------------------- | -------------- |
| Estados Unidos (Bubbling Under Hot 100 Singles) | 13             |

| Lista (2023)                           | Mejor posición |
| -------------------------------------- | -------------- |
| Australia (ARIA)                       | 28             |
| Canadá (Canadian Hot 100)              | 30             |
| Estados Unidos (Billboard Hot 100)     | 44             |
| Estados Unidos (Hot R&B/Hip-Hop Songs) | 12             |
| Global 200 (Billboard)                 | 35             |
| Irlanda (IRMA)                         | 44             |
| Letonia (LAIPA)                        | 5              |
| Lituania (AGATA)                       | 23             |
| Nueva Zelanda (Recorded Music NZ)      | 13             |
| Países Bajos (Single Tip)              | 4              |
| Polonia (Polish Streaming Top 100)     | 81             |
| Portugal (AFP)                         | 66             |
| Suecia (Sverigetopplistan)             | 11             |
| Reino Unido (UK Single Chart)          | 21             |
| Reino Unido (UK HipHop/R&B Chart)      | 9              |

## Certificaciones
| País           | Organismo certificador | Certificación | Ventas certificadas | Ref.   |
| -------------- | ---------------------- | ------------- | ------------------- | ------ |
| Australia      | ARIA                   | Platino       | 210 000             | [ 21 ] |
| Canadá         | Music Canada           | 2× Platino    | 160 000             | [ 22 ] |
| Dinamarca      | IFPI Dinamarca         | Oro           | 45 000              | [ 23 ] |
| Estados Unidos | RIAA                   | 4× Platino    | 4 000               | [ 24 ] |
| Francia        | SNEP                   | Oro           | 100 000             | [ 25 ] |
| Polonia        | ZPAV                   | Oro           | 25 000              | [ 26 ] |
| Nueva Zelanda  | RIANZ                  | 3× Platino    | 90 000              | [ 27 ] |
| Reino Unido    | BPI                    | Platino       | 600 000             | [ 28 ] |
| Streaming      |                        |               |                     |        |
| Grecia         | (IFPI Grecia)          | Oro           | 1 000               | [ 29 ] |

## Historial de lanzamiento
| Región         | Fecha                | Formato                           | Disquera | Ref.         |
| -------------- | -------------------- | --------------------------------- | -------- | ------------ |
| Estados Unidos | 29 de agosto de 2017 | Radio rítmica Urban contemporáneo | Columbia | [ 1 ] [ 30 ] |